# Mac Brandt
Mac Brandt (* 1980 in Chicago, Illinois) ist ein US-amerikanischer Filmschauspieler.

## Leben
Er schloss im Jahr 1998 die Montini Catholic High School ab. Im Jahr 2005 begann seine Karriere bei der Actionserie Prison Break, wo er den „Corrector-Officer Mack Andrews“ spielte. In der Dramaserie Kingdom verkörperte er ab 2014 „Mac Sullivan“. 2020 spielte er in der Horrorserie Lovecraft Country als „Captain Seamus Lancaster“ mit.

## Filmografie (Auswahl)
- 2005–2006: Prison Break (Fernsehserie, 15 Folgen)
- 2007–2009: Grey’s Anatomy (Fernsehserie, 4 Folgen)
- 2008: Jericho – Der Anschlag (Jericho, Fernsehserie, eine Folge)
- 2009: The Mentalist (Fernsehserie, eine Folge)
- 2013–2019: Arrested Development (Fernsehserie, 6 Folgen)
- 2013: Hawaii Five-O (Fernsehserie, eine Folge)
- 2014: The 100 (Fernsehserie, eine Folge)
- 2014–2017: Kingdom (Fernsehserie, 21 Folgen)
- 2015–2017: The Night Shift (Fernsehserie, 7 Folgen)
- 2017: Game Over, Man!
- 2017: Valor (Fernsehserie, 6 Folgen)
- 2017: S.W.A.T. (Fernsehserie, eine Folge)
- 2018: Venom
- 2020: Lovecraft Country (Fernsehserie, 5 Folgen)
- 2020: Archenemy
- 2021: Ted Bundy: No Man of God (No Man of God)
- 2022: Dahmer – Monster: Die Geschichte von Jeffrey Dahmer (Dahmer – Monster: The Jeffrey Dahmer Story, Miniserie, 2 Folgen)
- 2022: The Thing About Pam (Miniserie, 5 Folgen)
- 2023: Ambush – Battlefield Vietnam

## Computerspiele
- 2011: Killzone 3 als „Kowalsi“ (Stimme)
- 2012: XCOM: Enemy Unknown als „Soldat“ (Stimme)
- 2016: Firewatch als „Ned Goodwin“ (Stimme)